# 회가네스시

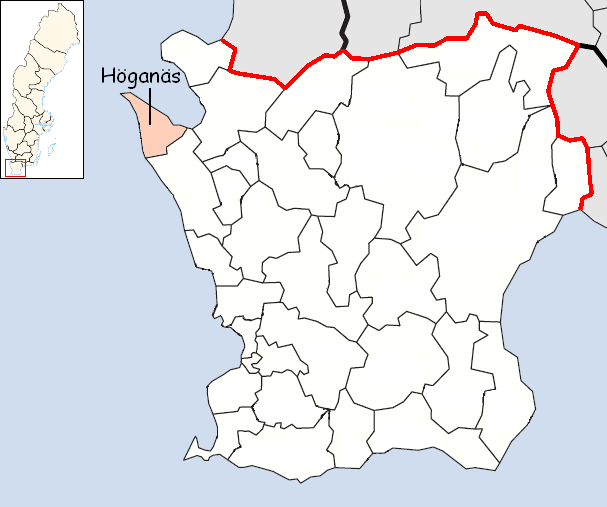
회가네스 시의 위치

회가네스시(스웨덴어: Höganäs kommun)는 스웨덴 스코네주에 위치한 지방 자치체로 행정 중심지는 회가네스이며 면적은 676.12km2, 인구는 25,847명(2016년 12월 31일 기준), 인구 밀도는 38명/km2이다.

시 문장